# Coupe d'Écosse de rugby à XV
La Coupe d'Écosse de rugby à XV, appelée également BT Cup du nom de son sponsor, est une compétition de rugby à XV écossaise ouvert aux clubs masculins seniors.

## Historique
Au début des années 1990, la fédération écossaise de rugby à XV décide d’ajouter à son calendrier une compétition à élimination directe ouverte à tous ses clubs. Après quatre éditions de la Alloa Brewery Cup ou Alloa Cup, elle lance la vraie coupe nationale en 1995, dont la première édition est remportée par Hawick. La finale se déroule à Murrayfield.

## Palmarès
Tennent’s Velvet Cup
| Saison | Vainqueur         | Score   | Finaliste       |
| ------ | ----------------- | ------- | --------------- |
| 1996   | Hawick RFC        | 17 - 15 | Watsonians RFC  |
| 1997   | Melrose RFC       | 31 - 23 | Boroughmuir RFC |
| 1998   | Glasgow Hawks RFC | 36 – 14 | Kelso RFC       |
| 1999   | Gala RFC          | 8 – 3   | Kelso RFC       |

BT Cellnet Cup
| Saison | Vainqueur                    | Score                        | Finaliste                    |
| ------ | ---------------------------- | ---------------------------- | ---------------------------- |
| 2000   | Boroughmuir RFC              | 35 – 10                      | Glasgow Hawks RFC            |
| 2001   | Boroughmuir RFC              | 39 – 15                      | Melrose RFC                  |
| 2002   | Hawick RFC                   | 20 – 17                      | Glasgow Hawks RFC            |
| 2003   | Heriot's FP                  | 25 – 13                      | Watsonians RFC               |
| 2004   | Glasgow Hawks RFC            | 29 – 17                      | Dundee HSFP                  |
| 2005   | Boroughmuir RFC              | 39 – 25                      | Dundee HSFP                  |
| 2006   | Watsonians RFC               | 31 - 5                       | Currie RFC                   |
| 2007   | Glasgow Hawks RFC            | 24 - 13                      | Edinburgh Accies             |
| 2008   | Melrose RFC                  | 31 - 24                      | Heriot's FP                  |
| 2009   | Heriot's FP                  | 21 - 19                      | Melrose RFC                  |
| 2010   | Ayr RFC                      | 36 - 23                      | Melrose RFC                  |
| 2011   | Ayr RFC                      | 25 - 21                      | Melrose RFC                  |
| 2012   | Gala RFC                     | 24 - 10                      | Ayr RFC                      |
| 2013   | Ayr RFC                      | 28 - 25                      | Melrose RFC                  |
| 2014   | Heriot's FP                  | 31 - 10                      | Glasgow Hawks RFC            |
| 2015   | Boroughmuir RFC              | 55 - 17                      | Hawick RFC                   |
| 2016   | Heriot's FP                  | 21 - 13                      | Melrose RFC                  |
| 2017   | Melrose RFC                  | 23 - 18                      | Ayr RFC                      |
| 2018   | Melrose RFC                  | 45 - 12                      | Stirling County RFC          |
| 2019   | Ayr RFC                      | 27 - 25                      | Heriot's FP                  |
| 2020   | (aucun concours n'a eu lieu) | (aucun concours n'a eu lieu) | (aucun concours n'a eu lieu) |
| 2021   | (aucun concours n'a eu lieu) | (aucun concours n'a eu lieu) | (aucun concours n'a eu lieu) |
| 2022   | (aucun concours n'a eu lieu) | (aucun concours n'a eu lieu) | (aucun concours n'a eu lieu) |
| 2023   | Hawick RFC                   | 31 - 13                      | Marr RFC                     |
| 2024   | Hawick RFC                   | 32 - 29                      | Edinburgh Academical FC      |

## Bilan
| Club              | Titre(s) | Premier(s) - Dernier(s) |
| ----------------- | -------- | ----------------------- |
| Boroughmuir RFC   | 4        | 2000-2015               |
| Heriots FP        | 4        | 2003-2016               |
| Melrose RFC       | 4        | 1997-2018               |
| Ayr RFC           | 4        | 2010-2019               |
| Hawick RFC        | 4        | 1995-2024               |
| Glasgow Hawks RFC | 3        | 1998-2007               |
| Gala RFC          | 2        | 1998-2012               |
| Watsonians RFC    | 1        | 2006                    |